# Atractus trihedrurus
Atractus trihedrurus este o specie de șerpi din genul Atractus, familia Colubridae, descrisă de Ayrton Amaral în anul 1926. Conform Catalogue of Life specia Atractus trihedrurus nu are subspecii cunoscute.